# Northwind (personaggio)
Northwind è un ibrido umano-uccello immaginario pubblicato dalla DC Comics.
Creato da Roy Thomas, Jerry Ordway e Mike Machlan, Northwind comparve per la prima volta in All-Star Squadron n. 25. Comparve anche nel fumetto Infinity, Inc., anche se lasciò la squadra nel mezzo della serie.

## Biografia del personaggio

### Origini
Siccome udì una conversazione all'Explorer's Club, Hawkman (Carter Hall) viaggiò da Hidden City di Feitheria fino in Groenlandia, e salvò la popolazione nativa da alcuni invasori umani intenti alla caccia di specie intelligenti. Gli invasori erano immuni solo ad un'arma Feitherana, una "pistola Globlass", che poteva distruggere l'equilibrio di una persona. Hawkman fermò anche il traditore Feitherano Trata, e riuscì a convincere gli invasori a mantenere segreta l'ubicazione di Feitheria. Per anni, Hawkman fece visita ai Feitherani, finché finalmente, con il loro permesso, giunse con un collega antropologo, Fred Cantrell, che desiderava studiare queste strane creature. Una femmina Feitherana di nome Osroro si innamorò subito di Fred Cantrell, nonostante fosse stata promessa ad un altro Feitherano di nome Ramphastos. Ramphastos lasciò Feitheria, e la coppia poté sposarsi, anche se la maggior parte dei Feitherani non approvò la loro unione.

### Profezia
Il periodo in cui Hawkman e Hawkgirl ritornarono più avanti a Feitheria con loro figlio Hector, fu lo stesso della nascita di Norda. Fu allora che Worla, nonno di Norda e leader spirituale dei Feitherani venne a conoscenza dell'irrevocabile destino che fu profetizzato per Hector, ma non osava dirlo ai Falchi. La cosiddetta maledizione di Seketh, l'antico dio egiziano della morte, che profetizzò la combinazione di Silver Sarab e dell'Occhio di Ra, che avrebbe portato inevitabilmente alla fine del mondo. Il primo leader Fetherano, Thoth, e un gruppo di gente egiziana piumata viaggiarono fino in Groenlandia e fondarono Feitheria nella speranza di poter prevenire l'avverarsi della profezia. Ma la maledizione di Seketh si sarebbe messa in moto solo 1500 anni più tardi, quando il prete Hath-Set uccise il Principe Khufu e la Principessa Chay-Ara, che dopo numerose incarnazioni sarebbero divenuti i moderni Hawkman ed Hawkgirl. Silver Scarab (Hector Hall), il figlio di Khufu e Chay-Ara, completò la maledizione nascendo senza anima.
Vedendo il pericolo di Silver Scarab divenuto imminente con la nascita di Hector Hall, Worla procedette immediatamente verso la camera delle uova che conteneva il giovane di Feitheria ancora in stato embrionale. Norda passò molto tempo in compagnia della famiglia Hall e questi lo adoravano, ma il giovane Hector crebbe odiando Feitheria.

### Lasciando Feitheria
Norda lasciò Feitheria all'età di 15 anni. Grazie alla sua resistenza e l'innato senso migratorio dei Feitherani, Norda riuscì a raggiungere Washington, la città natale di suo padre. Decise di fare visita ai suoi nonni che vivevano lì, ma che sfortunatamente per lui si trasferirono. Volando su Washington, li trovò, ma suo nonno era già deceduto, e sua nonna stava per raggiungerlo. Comparendole davanti, lei pensò che Norda fosse suo figlio, reincarnato in un angelo (pensando che suo figlio fosse morto durante una spedizione polare anni fa) e gli chiese di essere portata in Paradiso, e quindi morì. Norda visse per la strada per qualche periodo. Infine riuscì a mettersi in contatto con gli Hall che gli diedero una casa.

### Ritorno a Feitheria
Norda fece ritorno a Feitheria per la cerimonia di raggiungimento della maggiore età, in cui ogni Feitherano riceveva il proprio scorrimento di vita, che avrebbe dettato il ruolo di quella determinata persona nella società Feitherana, ma Norda rifiutò, negando il suo ruolo predefinito in questa società. Capendo la necessità umana di Norda di libertà, suo padre parlò in sua difesa, e Norda fu libero di andarsene ancora una volta. Nell'ultimo disperato tentativo di convincerlo a restare, Worla rivelò la profezia oscura a suo nipote, ma Norda strappò il suo scorrimento di vita e volò via.

### Infinity, Inc.
Norda fece ritorno proprio quando Hector Hall, Lyta Trevor e Al Rothstein decisero di adottare le identità eroiche e di far parte della Justice Society of America. Norda si unì a loro, e si fecero chiamare Silver Scarab, Fury, Nuklon e Northwind. L'adesione fu loro respinta, ma insieme a Star-Spangled Kid, Obsidian, Jade, Brainwave Jr., Power Girl e la Cacciatrice, formarono un loro gruppo, la Infinity, Inc.. Durante un'avventura con questa squadra, assistette al trasferimento di Hidden City a Feitheria in un luogo chiamato Nuova Feitheria. Norda riuscì persino a trovare una fidanzata nell'aspirante reporter Marcie Cooper.

### La saga di Silver Scarab
Anche con tutti questi amici nella Infinity, Inc., Hector Hall lasciò la squadra dopo aver fallito con Lyta ed una donna chiamata Dottor Hastor (una delle reincarnazioni di Hath-Set) che lo contattò. Norda cominciò a credere alla profezia di suo nonno e lo avvertì che questa stava per avverarsi. Viaggiando verso la casa Hall, Norda volle confrontarsi con Hector, per poi scoprire che questi si trovava già sotto l'influenza di Hath-Set. Tornando a Vecchia Feitheria nella speranza di trovare un modo per battersi contro il suo antico nemico e sconfiggerlo, incontrò suo nonno Worla ancora una volta. Norda venne addestrato da suo nonno nelle tradizioni occulte di Feitheria, e gli fu insegnato ad evocare il potere di Thoth inerente a tutti i Feitherani.
Ritornato alla Infinity, Inc., Northwind era un uomo cambiato, con un nuovo look, nuovo comportamento e l'abilità di lanciare colpi di energia mistica dalle mani. Silver Scarab, ora sotto il controllo di Hath-Set, scoprì l'Occhio di Ra, un'arma antica e potente.
Il confronto finale avvenne alla casa degli Hall, che, una volta che fu bruciata fino alle fondamenta, rivelò avere al suo interno una piramide senza punta. Mentre Northwind si scontrava con Hector, Silver Scarab, in duello, Nuklon salvò Fury, rapita da Hector. Ma il Dottor Hastor e l'Occhio di Ra comparvero in tempo, e non appena Hector guardò in faccia il suo destino e pronunciò le l'incantesimo che aprì l'Occhio di Ra, lo spirito di Seketh guardò attraverso di lui dallo scarabeo d'argento. L'Occhio di Ra negò il controllo da parte di Silver Scarab e volò via, ma Scarab si lanciò al suo inseguimento. Invocando il nome di Thoth, Northwind riuscì a chiudere l'Occhio di Ra, inviandolo a dormire sotto le sabbie del deserto egiziano e mettendo fine alla sua furia, ma Hector Hall era già morto. Dato che il destino di Hector lo aveva sopraffatto, lo stesso Norda era divenuto impassibile e distante dopo il suo addestramento a Feitheria, e adesso accettò il suo nuovo ruolo come leader spirituale dei Feitherani. Norda lasciò la Infinity, Inc. e volò a casa a Nuova Feitheria dopo il funerale di Hector.

### Kahndaq
Attraverso eventi ancora da spiegare, i Feitherai si evolsero in uno stato più simile a degli uccelli, Northwind incluso (creato dopo il look di Hawkman come comparso in Kingdom Come), e Nuova Feitheria venne distrutta. I Feitherani persero temporaneamente il potere di parlare, ma non l'intelligenza. Ancora inspiegato, Black Adam riuscì a convincere Northwind e gli altri Feitherani ad unirsi a lui al fine di impadronirsi della sua vecchia casa, la nazione del Kahndaq. La Justice Society rispose all'ostile invasione attaccando il Kahndaq e il gruppo di Black Adam, che includeva altri due Infinitors, Atom Smasher e Brainwave Jr., e in più un nuovo Eclipso e un nuovo Nemesis. Il conflitto terminò con la perdita di una delle ali di Northwind da parte di Hawkman, ma che grazie al fattore di guarigione avanzato dei Feitherani fu in grado di ricrescere.
Più o meno in questo tempo, Northwind e molta della sua gente, temporaneamente seguirono il potente Magog, che stava diffondendo benedizioni in tutta l'Africa.
Lo Spettro attaccò il Kahndaq, cosa che causò la morte di numerosi Feitherani. Tuttavia, Northwind comparve nello sfondo di Crisi infinita n. 7 (giugno 2006), combattendo contro i criminali che si infuriarono in massa su Metropolis. Non è chiaro quali siano le attività di Northwind durante la Crisi, o di come si sentì riguardo alla decisione di Black Adam di unirsi alla Società segreta dei supercriminali di Alexander Luthor Jr., ma la sua opposizione ai criminali di Metropolis suggerì che rimase fedele ad Adam, che dopo essere stato tradito dalla Società la combatteva anche lui in prima persona. Anche se Adam fu il personaggio principale della miniserie 52, che riempie il vuoto tra la fine di Crisi Infinita e lo status corrente di "Un Anno Dopo" di tutta la DC Comics, Northwind non comparve più nelle serie.

## Poteri e abilità
Nato con le ali, Northwind possiede l'abilità di volare, e il suo corpo possiede un'abilità e un'agilità di livello atletico. Sembra possedere un fattore di guarigione avanzato, così come una forza super umana e una grande resistenza. Possiede anche quello che viene chiamato "potere-migra", in senso innato di immigrazione che gli permette di volare per lunghe distanze e di non perdersi. Può comunicare con i volatili ed è in grado di avvertire i cambi del tempo. Nei primi numeri di Infinity, Inc., era solito portare con sé una "pistola Globlass", un'arma ad energia del suo paese natale che fa perdere l'equilibrio alle persone catturate nel suo raggio. Grazie all'addestramento sotto suo nonno Worla, Norda è ora un maestro della magia Feitherana che gli dà l'abilità di proiettare fiamme mistiche dai palmi delle mani. Nella sua nuova forma di uomo-falco, porta con sé una lancia come arma primaria.

## Comparse
- La comparsa attuale di Northwind è molto simile all'Hawkman del fumetto Kingdom Come di Alex Ross e Mark Waid.
- Nel tempo di cancellazione tra Infinity, Inc. e la sua ricomparsa in una forma diversa sia in JSA che in Hawkman (vol. 4), Northwind comparve brevemente ad una riunione di eroi nello schizzo di una pagina di Ora Zero n. 4.
- Una nuova versione del Northwind di Terra-Due, non correlata all'originale nella continuità post-Crisi Infinita, comparve in Justice Society of America Annual n. 1.